# كريستوف شومان
كريستوف شومان (بالألمانية: Christoph Schumann)‏ هو عالم سياسة ألماني، ولد في 25 أبريل 1969 في ميونخ في ألمانيا، وتوفي في 1 سبتمبر 2013.